# Heinrich Faller
Heinrich Josef Faller (* 29. März 1895 in Hainstadt; † 2. Juli 1950 in Mainz) war ein deutscher Architekt und Baubeamter.

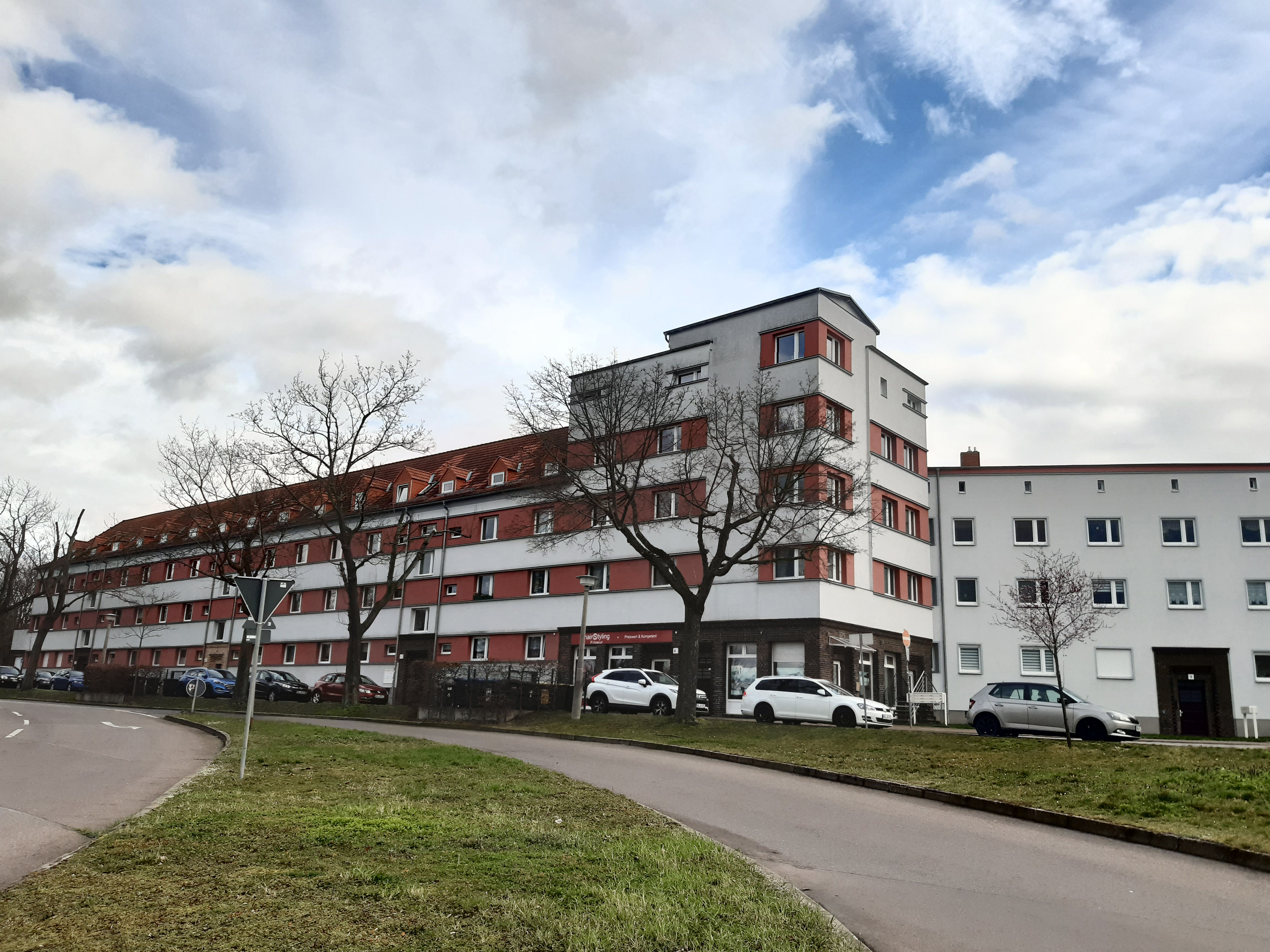
Wohnhausgruppe Max-Lademann-Straße, 1927/28

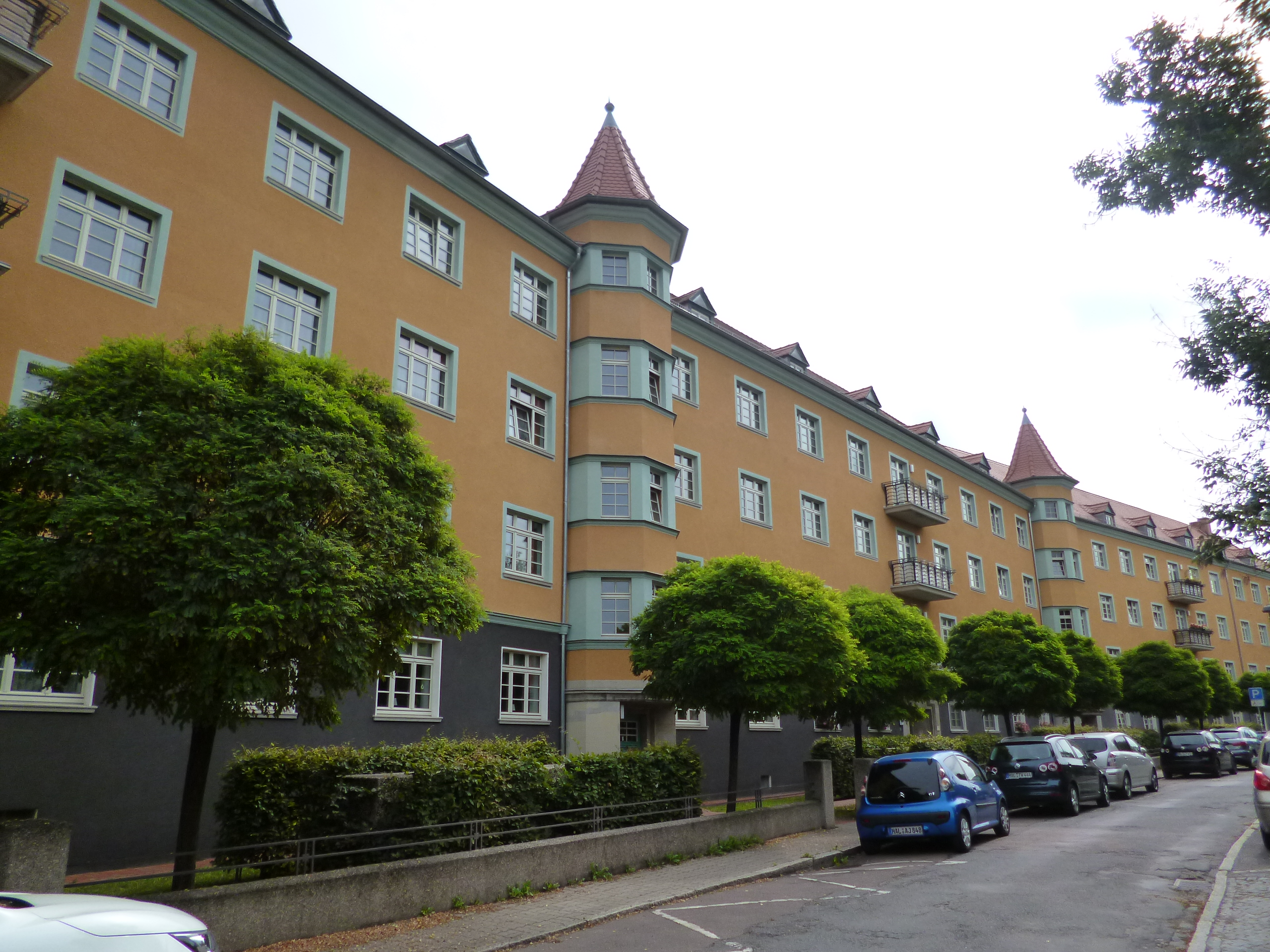
Wohnanlage Vor dem Hamstertor, 1928/29

## Leben
Heinrich Faller ist ein Sohn des aus Mühlheim am Main stammenden Lehrers Heinrich Josef Faller (1863–1929) und dessen Ehefrau Margarete geborene Enders (1866–1919). Er absolvierte bis 1922 ein Studium an den Technischen Hochschulen München, Darmstadt und Karlsruhe, das er mit dem Prädikat „sehr gut“ abschloss.
Unterschiedliche Tätigkeiten bei dem Architekten Wilhelm Laugstein in Karlsruhe, dem Reichsvermögensamt in Mainz und der Deutschen Land- und Baugesellschaft in Berlin folgten. 1925 erwarb er den Titel eines Regierungsbaumeisters und er beginnt um diesen Zeitpunkt auch seine Tätigkeit in Halle (Saale). Ab 1. Juli 1926 war er in dem bekannten halleschen Architekturbüro von Bruno Föhre beschäftigt.
Für den 1925 gegründeten „Spar- und Bauverein Bund der Kinderreichen“, dessen Geschäftsführer er später wurde, entwarf er 1925 in Halle seine ersten Bauten, Kleinhäuser im nördlichen Abschnitt der Benkendorfer Straße, die innerhalb der neuen Gartenvorstadt „Gesundbrunnen“ entstanden ist. Die Gartenvorstadt, die zum großen Teil von Heinrich Faller entworfen wurde, fand wegen ihrer großzügigen Gestaltung in Fachkreisen, u. a. bei der 1929 stattfindenden „GRUGA“-Ausstellung in Essen, große Beachtung.
Neben Hermann Frede und dem Stadtbaurat Wilhelm Jost wird er schließlich der wichtigste Architekt und Planer der 1922 gegründeten ersten kommunalen Wohnungsgesellschaft Halles, der Kleinwohnungsbau Halle AG, dessen Vorstandsvorsitzender er drei Jahre später wird. Auch privat gab es enge Beziehungen zu Wilhelm Jost, da er 1934 dessen Tochter Ilse heiratete.
Fast alle Wohnanlagen und Siedlungen der Kleinwohnungsbau Halle AG, die vor allem im südlichen Teil der Stadt errichtet wurden, sind von Heinrich Faller geprägt und noch heute für das Stadtbild von Halle bedeutsam.
Besonders hervorzuheben ist die von ihm entworfene Vogelweide-Siedlung, die 1930/1931 im Stil des Neuen Bauens für 520 Kleinstwohnungen errichtet wurde. In ihrer stilistischen und städtebaulichen Entschiedenheit stellte die Siedlung einen singulären Fall programmatischer Modernität im baupolitisch konservativ geprägten Halle der Weimarer Republik dar.
Mit der 1935/1936 erbauten, ebenfalls gartenstadtartig aufgelockerten Siedlung Reilshof und heute wie die Vogelweide-Siedlung denkmalgeschützt, vollzog Faller dagegen unter Wahrung seiner städtebaulichen Vorstellungen die Anpassung an die behördlich verordnete „anständige Baugesinnung“, die die Architektur konservativen Gepräges im Sinne des Heimatschutzstils bevorzugte.
Bis 1941 baute die Kleinwohnungsbau Halle AG unter Fallers Leitung 929 Häuser mit 3486 Wohnungen und zahlreichen Läden.
Das Ministerium des Innern Sachsen-Anhalt ersuchte am 30. Juli 1948 das Amtsgericht, die Kleinwohnungsbau Halle AG als Unternehmen im Handelsregister zu löschen. Gegen  die Enteignung erhoben der Bürgermeister Dr. Lüttge und Heinrich Faller Einspruch, da die Hälfte des Unternehmens der Stadt, die nicht enteignet werden könne, bereits gehörte. Im Jahre 1950 wird die Gesellschaft dennoch enteignet und die Wohnungen später der Kommunalen Wohnungsverwaltung zugesprochen.
Da Heinrich Faller für sich unter den neuen Verhältnissen keine Perspektive mehr sah, verließ er im März 1950 die Stadt in Richtung Westberlin und siedelte über Offenbach am Main im Mai 1950 nach Koblenz über. Er verstarb am 2. Juli 1950 an einer Herzkrankheit in Mainz.

## Bauten in Halle (Auswahl)

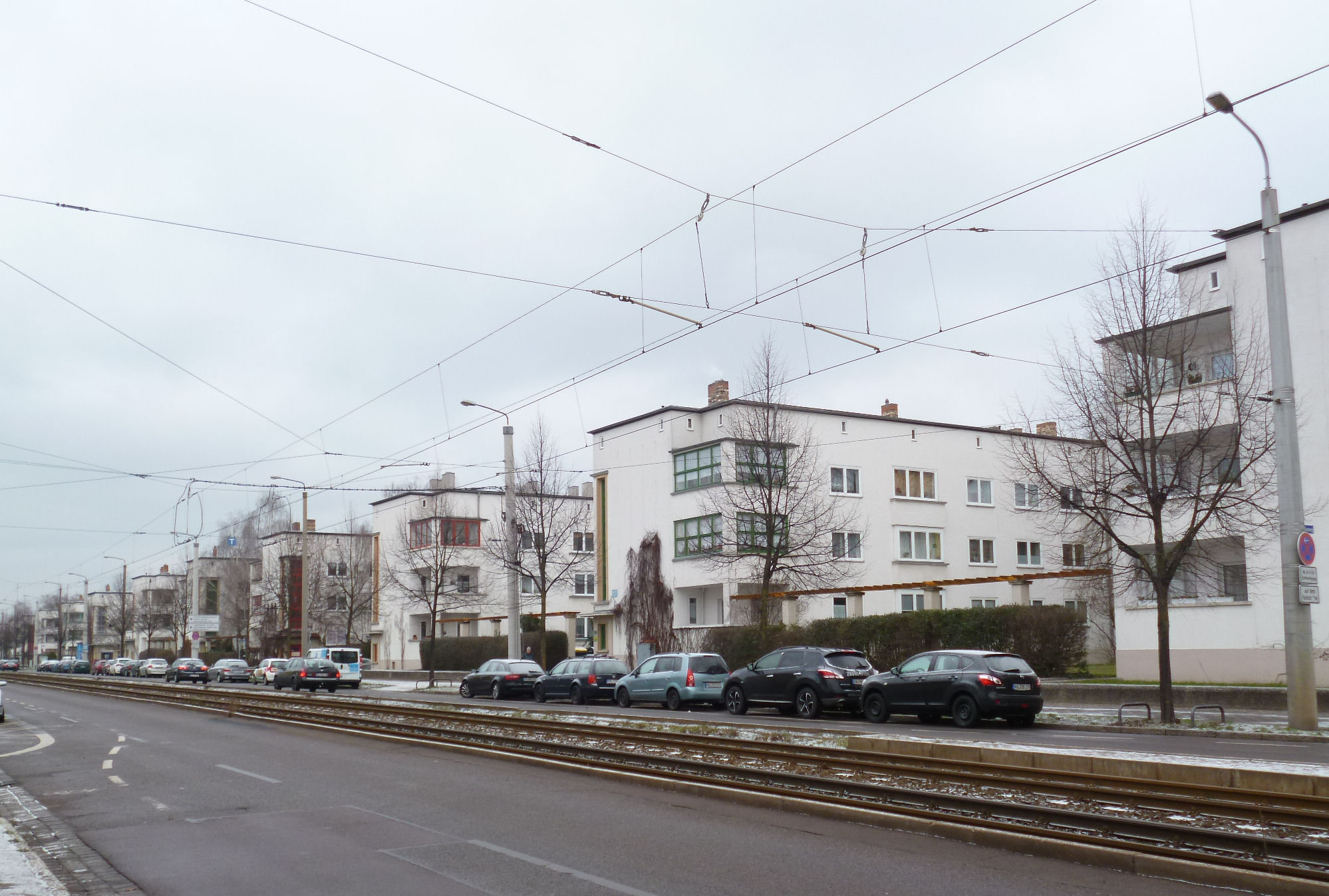
Siedlung Vogelweide, 1930/31

- 1925/1926 Nördlicher Abschnitt der Benkendorfer Straße (Kleinhäuser)
- 1927 Mietshäuser Benkendorfer Straße
- 1927 Wohnanlage Damaschkestraße / Elsa-Brändström-Straße
- 1927/1928 Wohnhausgruppe Max-Lademann-Straße 1–5 (unter Denkmalschutz)
- 1928/1929 Siedlung Stadtgutweg/Vor dem Hamstertor (Erweiterung der Wohnanlage, unter Denkmalschutz)
- 1928/1929 Wohnhausgruppe Merseburger Straße 226–240 (unter Denkmalschutz)
- 1929/1930 Wohnviertel  am Landrain
- 1930/1931 Siedlung Vogelweide (unter Denkmalschutz)
- 1931 Wohnanlage Paul-Suhr-Straße
- 1935/1936 Wohnanlage Reilshof (unter Denkmalschutz)